# Mińsk Mazowiecki (comune rurale)
Mińsk Mazowiecki è un comune rurale polacco del distretto di Mińsk, nel voivodato della Masovia.
Ricopre una superficie di 112,28 km² e nel 2004 contava 12 780 abitanti.
Il capoluogo è Mińsk Mazowiecki, che non fa parte del territorio ma costituisce un comune a sé.